# Peter Mundy
Peter Mundy (fl. 1600 - 1667) foi um mercador, viajante e escritor britânico. Ele foi o primeiro britânico a registrar, em seu Itinerarium Mundi ("Itinerário do Mundo"), uma degustação de chá na China e uma viagem extensiva à Ásia, Rússia e Europa.

## Vida
Mundy é de Penryn, no sul da Cornualha. Em 1609 ele acompanhou seu pai, um comerciante de sardinha, para Rouen através do Canal da Mancha na Normandia, e foi então enviado para Gasconha para aprender francês. Em maio de 1611 foi como um grumete em um navio mercante, e gradualmente cresceu na vida.
Ele visitou Constantinopla, retornando a Londres por terra, e depois fez uma viagem para a Espanha. Em 6 março de 1628, Mundy deixou Blackwall e foi para Surat (Índia), onde chegou em 30 de setembro de 1628. Em novembro de 1630 viajou para Agra enquanto era empregado da Companhia das Índias Orientais, e lá permaneceu até 17 de dezembro de 1631, quando seguiu até Patna nas fronteiras de Bengala. Ele voltou a Agra e Surat, deixando a última em fevereiro de 1634, desembarcando em Dover em 9 de setembro 1634. Esta parte de suas viagens está contida no Harleian MS. 2286, e no Addit. MSS. 19278-80.